# Zaouiat Lakouacem
Zaouiat Lakouacem  (in arabo زاوية لقواسم‎?) è un centro abitato e comune rurale del Marocco situato nella provincia di El Jadida, regione di Casablanca-Settat. Conta una popolazione di 10 967 abitanti (censimento 2014).